# Bel Powley
Isobel Dorothy Powley (Londen, 7 maart 1992) is een Brits actrice.

## Biografie
Isobel Dorothy "Bel" Powley werd in 1992 geboren in de Londense wijk Shepherd's Bush als dochter van de Britse acteur Mark Powley en de, van Joodse afkomst, casting director Janis Jaffa. Ze ging naar school in de Holland Park School.
Van 2007 tot 2008 speelde ze een van de hoofdrollen in de Britse televisieserie M.I. High en daarna volgden nog een aantal rollen in televisieseries. Van 2009 tot 2012 trad ze ook regelmatig op in theaters, zowel in Londen (Royal Court Theatre, Duke of York’s Theatre) als op Broadway.
In 2013 kreeg Powley haar eerste filmrol te pakken in Side by Side en in 2015 volgde de doorbraak met hoofdrollen in The Diary of a Teenage Girl en A Royal Night Out

## Filmografie

### Films
- Side by Side (2013)
- A Royal Night Out (2015)
- The Diary of a Teenage Girl (2015)
- Equals (2015)
- Detour (2016)
- Carrie Pilby (2016)
- Mary Shelley (2017)
- Wildling (2018)
- Ashes in the Snow (2018)
- White Boy Rick (2018)
- The King of Staten Island (2020)

### Televisie
- M.I. High (2007-2008)
- The Bill (2008)
- Little Dorrit (2008)
- Murderland (2009)
- Victoria Wood's Mid Life Christmas (special, 2009)
- The Cabin (televisiefilm, 2011)
- Benidorm (2014)
- The Morning Show (serie, 2019)
- A Small Light (serie, 2023)

## Prijzen en nominaties
De belangrijkste:
| Jaar | Prijs                          | Categorie                  | Film                        | Uitslag                        |
| ---- | ------------------------------ | -------------------------- | --------------------------- | ------------------------------ |
| 2016 | Independent Spirit Award       | Beste vrouwelijke hoofdrol | The Diary of a Teenage Girl | uitreiking op 27 februari 2016 |
| 2015 | British Independent Film Award | Most Promising Newcomer    | A Royal Night Out           | uitreiking op 6 december       |
| 2015 | Gotham Independent Award       | Beste vrouwelijke hoofdrol | The Diary of a Teenage Girl | Gewonnen                       |